# Jan Hadrava
Jan Hadrava (Rokycany, 3 de junho de 1991) é um jogador de voleibol checo que atua na posição de oposto.

## Carreira

### Clube
Natural de Rokycany, Jan cresceu em lugares diferentes devido ao ofício esportivo de seu pai, que era um jogador de voleibol profissional. No entanto, foi em Praga, especificamente no time USK/ČZU, hoje conhecido como VK Lvi Praha, que ele deu os passos mais significativos em sua carreira juvenil. Após concluir seus estudos no ensino médio, Jan passou três anos no Dukla Liberec, por onde conquistou duas copas nacionais, antes de se mudar para a França, onde atuou no Nantes Rezé Métropole por duas temporadas.
Em 2016, Jan integrou o elenco do Indykpol AZS Olsztyn para disputar a primeira divisão polonesa na temporada 2016–17. Após atuar no clube polaco por quatro temporadas, o oposto vestiu a camisa do Cucine Lube Civitanova, clube no qual conquistou a Copa Itália de 2020–21 e a SuperLega de 2020–21.
Em 2021 Jan retornou ao campeonato polonês após assinar com o Jastrzębski Węgiel, conquistando em sua temporada de estreia o inédito título da Supercopa Polonesa, único título nacional que faltava para o clube da cidade de Jastrzębie-Zdrój. Ao término da temporada, o oposto teve seu contrato renovado por mais duas temporadas, obtendo no ano seguinte o bicampeonato da Supercopa Polonesa e o primeiro título da PlusLiga.
Em junho de 2023, a equipe do Galatasaray HDI Istanbul anunciou oficialmente a contratação do levantador para disputar o Campeonato Turco, por uma temporada.

### Seleção
Representando a seleção checa, Jan conquistou a medalha de prata na Liga Europeia e na Challenger Cup, ambas em 2018.

### Voleibol de praia
Antes de se mudar para a Polônia, Jan também jogou voleibol de praia e participou do World Tour, European Masters, Campeonatos Mundiais e Europeus, Copa Continental, entre outros. Em 2015, fazendo dupla com Přemysl Kubala, Jan e Přemysl conquistaram a medalha de bronze na primeira edição dos Jogos Europeus.

## Títulos
Dukla Liberec
- Copa Checa: 2012–13, 2013–14

Cucine Lube Civitanova
- Campeonato Italiano: 2020–21
- Copa Itália: 2020–21

Jastrzębski Węgiel
- Campeonato Polonês: 2022–23
- Supercopa Polonesa: 2021, 2022

## Clubes
| Anos      | Clube                    |
| --------- | ------------------------ |
| 2011–2014 | Dukla Liberec            |
| 2014–2016 | Nantes Rezé Métropole    |
| 2016–2020 | Indykpol AZS Olsztyn     |
| 2020–2021 | Cucine Lube Civitanova   |
| 2021–2023 | Jastrzębski Węgiel       |
| 2023–     | Galatasaray HDI Istanbul |

## Prêmios individuais
- 2022: Melhor jogador checo de voleibol do ano[12]